# Ochodaeus berytensis
Ochodaeus berytensis es una especie de coleóptero de la familia Ochodaeidae.

## Distribución geográfica
Habita en Turquía y el Líbano.